# Pohrebysche
Pohrebysche (tiếng Ukraina: Погребище) là một thành phố của Ukraina. Thành phố này thuộc tỉnh Vinnytsia. Thành phố này có diện tích ? km2, dân số theo điều tra dân số năm 2001 là 10754 người.